# Batman Begins (саундтрек)
Batman Begins: Music from the Motion Picture — музичний альбом до фільму Крістофера Нолана «Бетмен: Початок», музику до якого написали Ганс Ціммер та Джеймс Ньютон Говард. Саундтрек надійшов до продажу 14 червня 2005 року. Дещо пізніше було видане так зване Розширене видання (Expanded Motion Picture Score), куди ввійшли додаткові композиції.
Саундтреки в альбомі з латинськими назвами. Наприклад, перший трек «Vespertilio» в перекладі означає кажанів виду Лиликових.

## Композиції
1. Vespertilio — 2:52
2. Eptesicus —4:20
3. Myotis — 5:46
4. Barbastella — 4:45
5. Artibeus — 4:19
6. Tadarida — 5:05
7. Macrotus — 7:35
8. Antrozous — 3:59
9. Nycteris — 4:25
10. Molossus — 4:49
11. Corynorhinus — 5:04
12. Lasiurus — 7:27

## Розширене видання
1. Main Titles - Childhood
2. The Blue Flower
3. Young Bruce - Gotham City
4. Guilt and Training
5. Back at Wayne Manor
6. The Test
7. Doing What's Necessary - Reunion
8. The Cave of Bats
9. Artibeus
10. Tadarida
11. Nycteris
12. Gotham Chase
13. A City to Destroy
14. Brick by Brick- Protector of Gotham
15. End Credits
16. Suite
17. Trailer Music

## Цікаві факти
- Спочатку Крістофер Нолан запросив на місце композитора фільму лише Ганса Ціммера. Але Ціммер запропонував залучити до проекту і Джеймса Ньютона Говарда[5].
- Як пізніше говорили самі композитори, Дж. Н. Говард зосередився на драматичних епізодах фільму, а Ганс Ціммер на екшн-сценах[5].

## Чарти
| Чарт (2005)        | Найвища позиція |
| ------------------ | --------------- |
| U.S. Billboard 200 | 155             |
| Top Soundtracks    | 8               |